# Lista de governadores do Banco de Espanha
Essa é uma lista de governadores do Banco de Espanha.
| Nº | Imagem | Nome                                 | Lugar e ano de nascimento            | Início e fim do mandato             | Observações                    |
| -- | --- | ------------------------------------ | ------------------------------------ | ----------------------------------- | ------------------------------ |
| 1  | | Ramón Santillán                      | Lerma -Burgos- (1791)                | janeiro de 1856 - novembro de 1863  |                                |
| 2  | | Francisco Santa Cruz                 | Orihuela -Alicante- (1802)           | novembro de 1863 - abril de 1866    |                                |
| 3  | | Victorio Fernández Lascoiti          | Oviedo (1805)                        | abril de 1866 - julho de 1866       |                                |
| 4  | | Juan Bautista Trúpita                | Huércal-Overa -Almería- (1815)       | julho de 1866 - outubro de 1868     | Partido Moderado               |
| 5  | | Manuel Cantero San Vicente           | Madrid (1804)                        | outubro de 1868 - dezembro de 1876  | Partido Progressista           |
| 6  | Retrato de Pedro Salaverría por Federico de Madrazo y Kuntz (Banco de Espanha).                           | Pedro Salaverría                     | Santander (1810)                     | janeiro de 1877 - outubro de 1877   |                                |
| 7  | | José Elduayen y Gorriti              | Chinchón (1823)                      | outubro de 1877 - fevereiro de 1878 |                                |
| 8  | | Martín Belda y Mencía del Barrio     | Cabra -Córdova- (1815)               | fevereiro de 1878 - março de 1881   | Partido Moderado               |
| 9  | Retrato de Antonio Romero Ortiz (Óleo sobre lenzo de Joaquín Gutiérrez de la Vega López, Museo do Prado), | Antonio Romero Ortiz                 | Santiago (1822)                      | março de 1881 - outubro de 1883     |                                |
| 10 | | Juan Francisco Camacho               | Cádiz (1813)                         | outubro de 1883 - janeiro de 1884   | Partido Conservador            |
| 11 | | Francisco de Cárdenas                | Sevilha (1817)                       | janeiro de 1884 - fevereiro de 1885 | Partido Conservador            |
| 12 | | Salvador Albacete Albert             | Cartagena -Murcia- (1822)            | fevereiro de 1885 - agosto de 1890  | Partido Conservador            |
| 13 | | Cayetano Sánchez Bustillo            | Llanes -Astúrias- (1839)             | agosto de 1890 - novembro de 1891   |                                |
| 14 | | Juan Francisco Camacho               | Cádiz (1813)                         | novembro de 1891 - abril de 1892    | Partido Conservador 2º mandato |
| 15 | | Santos de Isasa Valseca              | Montoro -Córdova- (1822)             | abril de 1892 - dezembro de 1892    |                                |
| 16 | | Pío Gullón Iglesias                  | Astorga -León- (1835)                | dezembro de 1892 - abril de 1895    | Partido Liberal                |
| 17 | | Santos de Isasa Valseca              | Montoro -Córdoba- (1822)             | abril de 1895 - setembro de 1895    | 2º mandato                     |
| 18 | | Manuel Aguirre de Tejada             | Ferrol -A Coruña- (1829)             | setembro de 1895 - dezembro de 1895 |                                |
| 19 | | José García Barzanallana             | Madrid (1819)                        | dezembro de 1895 - outubro de 1897  |                                |
| 20 | | Manuel de Eguilior y Llaguno         | Limpias -Santander- (1842)           | outubro de 1897 - março de 1899     | Partido Liberal                |
| 21 | | Luis María de la Torre y de la Hoz   | Anaz -Santander- (1827)              | março de 1899 - outubro de 1899     | Partido Conservador            |
| 22 | | Antonio María Fabié                  | Sevilha (1834)                       | outubro de 1899 - dezembro de 1899  |                                |
| 23 | | Juan de la Concha Castañeda          | Plasencia -Cáceres- (1818)           | janeiro de 1900 - abril de 1901     | Partido Conservador            |
| 24 | | Pío Gullón Iglesias                  | Astorga -León- (1835)                | abril de 1901 - fevereiro de 1902   | 2º mandato Partido Liberal     |
| 25 | | Andrés Mellado Fernández             | Málaga (1846)                        | julho de 1902 - dezembro de 1902    |                                |
| 26 | | Antonio García Alix                  | Murcia (1852)                        | dezembro de 1902 - julho de 1903    |                                |
| 27 | | José Sánchez Guerra Martínez         | Córdoba (1859)                       | julho de 1903 - dezembro de 1903    |                                |
| 28 | | Tomás Castellano y Villaroya         | Zaragoza (1850)                      | dezembro de 1903 - dezembro de 1904 | Partido Conservador            |
| 29 | | Manuel Allendesalazar                | Guernica -Biscaia- (1856)            | dezembro de 1904 - agosto de 1905   |                                |
| 30 | | Trinitario Ruiz Capdepón             | Orihuela -Alacant- (1836)            | agosto de 1905 - junho de 1906      |                                |
| 31 | | Fernando Merino Villarino            | León (1869)                          | junho de 1906 - janeiro de 1907     | Partido Liberal                |
| 32 | | José Sánchez Guerra Martínez         | Córdoba (1859)                       | janeiro de 1907 - setembro de 1908  | 2º mandato                     |
| 33 | | Antonio García Alix                  | Murcia (1852)                        | setembro de 1908 - outubro de 1909  | 2º mandato                     |
| 34 | | Fernando Merino Villarino            | León (1869)                          | outubro de 1909 - fevereiro de 1910 | Partido Liberal 2º mandato     |
| 35 | | Tirso Rodrigáñez Sagasta             | Logroño (1853)                       | fevereiro de 1910 - abril de 1911   | Parido Liberal                 |
| 36 | | Eduardo Cobián Roffignac             | Pontevedra (1857)                    | abril de 1911 - novembro de 1913    |                                |
| 37 | | Lorenzo Domínguez Pascual            | Sevilha (1863)                       | novembro de 1913 - janeiro de 1916  |                                |
| 38 | | Manuel de Eguilior y Llaguno         | Limpias -Santander- (1842)           | janeiro de 1916 - julho de 1916     | 2º mandato Partido Liberal     |
| 39 | | Amós Salvador Rodrigáñez             | Logroño (1845)                       | julho de 1916 - junho de 1917       |                                |
| 40 | | Lorenzo Domínguez Pascual            | Sevilha (1863)                       | junho de 1917 - novembro de 1917    |                                |
| 41 | | Tirso Rodrigáñez Sagasta             | Logroño (1853)                       | novembro de 1917 - abril de 1919    | Parido Liberal 2º mandato      |
| 42 | | Manuel Allendesalazar                | Gernica -Biscaia- (1856)             | abril de 1919 - outubro de 1919     | 2º mandato                     |
| 43 | | Eduardo Sanz Escartín                | Pamplona (1855)                      | outubro de 1919 - março de 1921     |                                |
| 44 | | José Maestre Pérez                   | Monóver -Alacant- (1866)             | março de 1921 - agosto de 1921      |                                |
| 45 | | Luis A. Sedó Guichard                | Madrid (1873)                        | agosto de 1921 - março de 1922      |                                |
| 46 | | Salvador Bermúdez de Castro O'Lawlor | Madrid (1863)                        | março de 1922 - janeiro de 1923     |                                |
| 47 | | Tirso Rodrigáñez Sagasta             | Logroño (1853)                       | janeiro de 1923 - setembro de 1923  | Parido Liberal 3º mandato      |
| 48 | | Carlos Vergara Cailleaux             | Getafe (Madrid). 1854                | fevereiro de 1924 - outubro de 1929 |                                |
| 49 | | José Manuel Figueras Arizcun         | Madrid (1869)                        | outubro de 1929 - fevereiro de 1930 |                                |
| 50 | | Juan Antonio Gamazo Abarca           | Boecillo -Valladolid- (1840)         | fevereiro de 1930 - agosto de 1930  |                                |
| 51 | | Federico Carlos Bas Vasallo          | Alacant (1881)                       | agosto de 1930 - abril de 1931      |                                |
| 52 | | Julio Carabias Salcedo               | Valladolid (1883)                    | abril de 1931 - setembro de 1933    |                                |
| 53 | | Manuel Marraco Ramón                 | Zaragoza (1870)                      | setembro de 1933 - março de 1934    |                                |
| 54 | | Alfredo de Zavala Lafora             | Madrid (1893)                        | março de 1934 - abril de 1935       |                                |
| 55 | | Alejandro Fernández de Araoz         | Medina del Campo -Valladolid- (1894) | abril de 1935 - maio de 1935        |                                |
| 56 | | Alfredo de Zavala Lafora             | Madrid (1893)                        | maio de 1935 - fevereiro de 1936    | 2.º mandato                    |
| 57 | | Lluís Nicolau d'Olwer                | Barcelona (1888)                     | março de 1936 - agosto de 1938      |                                |
| 58 | | Antonio Goicoechea Cosculluela       | Barcelona (1876)                     | abril de 1938 - agosto de 1950      |                                |
| 59 | | Francisco de Cárdenas y de la Torre  | Madrid (1875)                        | agosto de 1950 - setembro de 1951   |                                |
| 60 | | Joaquín Benjumea Burín               | Sevilha (1878)                       | setembro de 1951 - dezembro de 1963 |                                |
| 61 | | Mariano Navarro Rubio                | Barbaquena -Teruel- (1913)           | julho de 1965 - julho de 1970       |                                |
| 62 | | Luis Coronel de Palma                | Madrid (1925)                        | julho de 1970 - agosto de 1976      |                                |
| 63 | | José María López de Letona           | Burgos (1922)                        | agosto de 1976 - março de 1978      |                                |
| 64 | | José Ramón Álvarez Rendueles         | Gijón (1940)                         | março de 1978 - julho de 1984       |                                |
| 65 | | Mariano Rubio Jiménez                | Burgos (1931)                        | julho de 1984 - julho de 1992       |                                |
| 66 | | Luis Ángel Rojo Duque                | Madrid (1934)                        | julho de 1992 - julho de 2000       |                                |
| 67 | | Jaime Caruana Lacorte                | Valência (1952)                      | julho de 2000 - julho de 2006       |                                |
| 68 | | Miguel Fernández Ordóñez             | Madrid (1945)                        | julho de 2006 - junho de 2012       | PSOE                           |
| 69 | | Luis María Linde de Castro           | Madrid (1945)                        | junho de 2012-junho de 2018         |                                |
| 70 | | Pablo Hernández de Cos               | Madrid (1971)                        | junho de 2018-no cargo              |                                |